# Asunción del Cambay
Nuestra Señora de la Asunción del Cambay o abreviadamente Asunción del Cambay, fue un efímero poblado que sirvió como capital de la provincia de Misiones en las Provincias Unidas del Río de la Plata. Se hallaba a 30°8′00″S 57°40′00″O / -30.13333, -57.66667 en la confluencia del río Miriñay con el río Uruguay en la actual departamento Monte Caseros, provincia de Corrientes en la República Argentina.

## Fundación
La población surgió a causa de la destrucción de los pueblos misioneros del río Uruguay efectuada por el comandante militar portugués de Misiones, Francisco das Chagas Santos en enero de 1817 y la ocupación paraguaya de los pueblos situados al norte del río Aguapey, los que fueron destruidos en mayo del mismo año. Tanto los paraguayos como los luso-brasileños, evacuaron la población guaraní hacia sus respectivos territorios, quedando casi despoblada la provincia de Misiones.
En esas circunstancias, el guaraní Andresito Guazurarí, que era el «comandante general de Misiones» (cargo para el que había sido designado a fines de 1814 por el líder de la Liga de los Pueblos Libres, José Gervasio Artigas), fundó en marzo de 1817 en la barra del río Miriñay la nueva capital misionera: Nuestra Señora de la Asunción del Cambay. A principios de mayo Guazurarí recuperó todo el territorio abandonado por portugueses y paraguayos y luego logró derrotar a Francisco das Chagas Santos, quien había vuelto a invadir Misiones, en Apóstoles el 2 de julio de 1817.

## Hechos históricos
El 6 de junio de 1819 Guazurarí fue derrotado en el combate de Itacurubí y hecho prisionero 24 de junio por los luso-brasileños, por lo que Misiones quedó sin un comandante general, mientras que la permanencia de tropas misioneras anarquizadas en territorio correntino suscitaba continuos roces. Para solucionar esto Artigas convocó a una reunión en Asunción del Cambay al gobernador de Corrientes Juan Bautista Méndez y los principales jefes guaraníes misioneros. Artigas dispuso que Méndez marchase a Asunción del Cambay con todas las tropas misioneras que estaban en la jurisdicción de Corrientes. El 16 de agosto de 1819 partieron de la ciudad de Corrientes Méndez, Francisco Javier Sití, Juan Asencio Abiaró y 130 hombres. Desde los territorios misioneros partieron por orden de Artigas hacia Asunción del Cambay los jefes guaraníes Pantaleón Sotelo, Urué y Mbaibé, pasando por San Miguel y Yaguareté Corá, con todas sus tropas y pobladores. El 26 de septiembre partieron las tropas guaraníes que tenía el comandante de marina Pedro Campbell junto con partidas que custodiaban la costa del río Paraná. El 28 de agosto de 1819 Artigas llegó a Asunción del Cambay y el 21 de septiembre de 1819 se completó la llegada de jefes y tropas. El 22 de septiembre de 1819 Pantaleón Sotelo fue reconocido como comandante general interino de Misiones. Como parte del Acuerdo de Asunción del Cambay se dispuso que las tropas guaraníes no regresaran a Corrientes y por orden de Artigas la zona bajo jurisdicción de Mandisoví y San Antonio del Salto Chico entre el río Mocoretá y el arroyo Yeruá pasó a tener un alcalde guaraní dependiente del cabildo de la provincia de Misiones en Asunción del Cambay y un comandante militar dependiente del gobernador de Entre Ríos.
Al morir Sotelo el 22 de enero de 1820 en la batalla de Tacuarembó, el 5 de marzo de 1820, quien fuera lugarteniente de Guazurari, Francisco Javier Sití, fue aclamado como «comandante general interino de la provincia de Misiones». Lo mismo que Sotelo, Sití era interino hasta el regreso de Guazurarí, que nunca ocurrió. El 24 de abril Sití firmó con Artigas y Méndez el Pacto de Ávalos, al que asistió Miguel Ariyú en representación del cabildo de Asunción del Cambay. El 25 de julio Sití se pasó al bando de Francisco Ramírez, firmando el 28 de julio el Acuerdo de Mocoretá, donde reconoció a Ramírez la dirección de la provincia de Misiones. 
Durante la guerra entre Artigas y Ramírez el 15 de agosto de 1820 Artigas intentó ocupar Asunción del Cambay pero fue rechazado, mientras que Ramírez llegó la capital misionera, que estaba siendo sitiada por Artigas con 800 hombres. Allí se hallaba Sití, con 600 misioneros resistiendo a Artigas, quien estaba indignado por el cambio de bando del comandante de Misiones. Las fuerzas de Ramírez, al mando del comandante Gregorio Piris, llegaron por sorpresa, venciendo en el combate del Cambay el 15 de agosto de 1820 la resistencia de los dragones comandados por Matías Abucú. Esta fue la última acción militar de Artigas, quien el 5 de septiembre de 1820, cruzó el río Paraná en Candelaria (Misiones), exiliándose en el Paraguay.
El 13 de noviembre de 1820 Sití dejó casi despoblada a Asunción del Cambay al marchar con el ejército misionero y parte de la población civil, a intentar fundar una población en San José con el objetivo de iniciar la repoblación de Misiones y adelantarse a Ramírez en la ocupación de los yerbales. En Asunción del Cambay permaneció su corregidor Miguel Javier Ariyú y una parte de la población que había escapado de la destrucción de Yapeyú por los luso-brasileños. 
Desinteligencias entre Sití y Ramírez, principalmente por los contactos del primero con das Chagas Santos, hicieron que Ramírez envíe dos columnas de invasión a Misiones, una al norte para detener el anvance de Sití, al mando del comandante Gregorio Piris, y otra hacia Asunción del Cambay al mando del comandante Juan González Alderete. Ariyú dejó abandonada la población, por lo que el 9 de diciembre de 1820 González Alderete la halló desierta. Al día siguiente los guaraníes fueron alcanzados en Paso de Higos (Monte Caseros), en donde Ariyú logró una victoria que le permitió cruzar el río Uruguay. Gran parte del ejército misionero pasó a refugiarse en territorio portugués al ser derrotado Sití el 13 de diciembre en Santo Tomé. A partir de entonces Misiones dejó de tener un comandante general, nombrando Ramírez 5 comandantes locales para los pueblos de Misiones. El capitán criollo Nicolás Cabral fue designado comandante de Asunción del Cambay, la cual quedó despoblada y poco después desapareció. A la caída de Ramírez, Félix de Aguirre logró ser reconocido como comandante de Misiones, situando su capital en el pueblo de San Miguel.
Desde 1827 el área en la que se hallaba Asunción del Cambay pasó a integrarse en la provincia de Corrientes, a la cual pertenece en la actualidad.